# 深紫糙苏
深紫糙苏（学名：Phlomis atropurpurea），为唇形科糙苏属下的一个植物种。